# کارل هوفر
کارل هوفر (انگلیسی: Karl Hofer; ۱۱ اکتبر ۱۸۷۸ – ۳ آوریل ۱۹۵۵) نقاش اکسپرسیونیست اهل آلمان بود. وی یکی از چهره‌های شاخص نقاشی اکسپرسیونیسم به‌شمار می‌رود. آثار وی در دوره نازی‌ها از مصادیق هنر منحط به‌شمار می‌رفت و پس از جنگ جهانی دوم بود که به عنوان یکی از چهره‌های مهم نقاشی آلمان به رسمیت شناخته شد.